# Дейр-Абі-Саїд (спортивний клуб)
«Дейр-Абі-Саїд» (араб. نادي دير أبي سعيد, Неді «Дейр-Абі-Саід») — йорданський футбольний клуб, що виступає у Другій йорданській футбольній лізі. Клуб був заснований у 1976 році в місті Дейр-Абі-Саїд на півночі Йорданії.  
| президент                          | рік                      |
| шейх Марван Аль-Хатіб              | 2015 - по теперішній час |
| Халед Абу Зайтун                   | 2011 - 2015 роки         |
| Білаль Бані Юніс (Почесний голова) |                          |

## Гравці
|    | Мохамед Дуклі.            | Охоронник. |
|    | Мохамед Халод повернувся. | Охоронник. |
|    | Амель-Джабур.             | Охоронник. |
|    | Запевняв заступника.      | Захист     |
| 5  | Мохамед Біні Юнус         | Захист     |
|    | Зідан-домі.               |            |
| 10 | Рада повернулася.         | Середня.   |
|    | Переможник - бульба.      |            |
|    | Запевняє вступника.       | Середня.   |
|    | Войни.                    |            |
|    | Ахмад ибн Іса.            |            |
|    | Мохамед, син Іси.         |            |
|    | Ваша честь, наречений.    | Напад.     |
| 3  | Ахмад Біні Юнус           | Напад.     |
|    | Лет Брайан - добре.       |            |

## Тренажери
|          | тренер                  | рік |
| Йорданія | Успішний Ід             |     |
| Йорданія | Мохаммед алхатіб        |     |
| Йорданія | Анас Бані Яссін         |     |
| Йорданія | Раслан Аль-Газаві       |     |
| Йорданія | Абдул Салам Аль-Хазайма |     |

## Клубні види спорту
- футбол
- баскетбол

Клуб грав у Вищій баскетбольній лізі Йорданії (2016/2017, 2017/2018). 